# Wagenfabrik Jos. Neuss

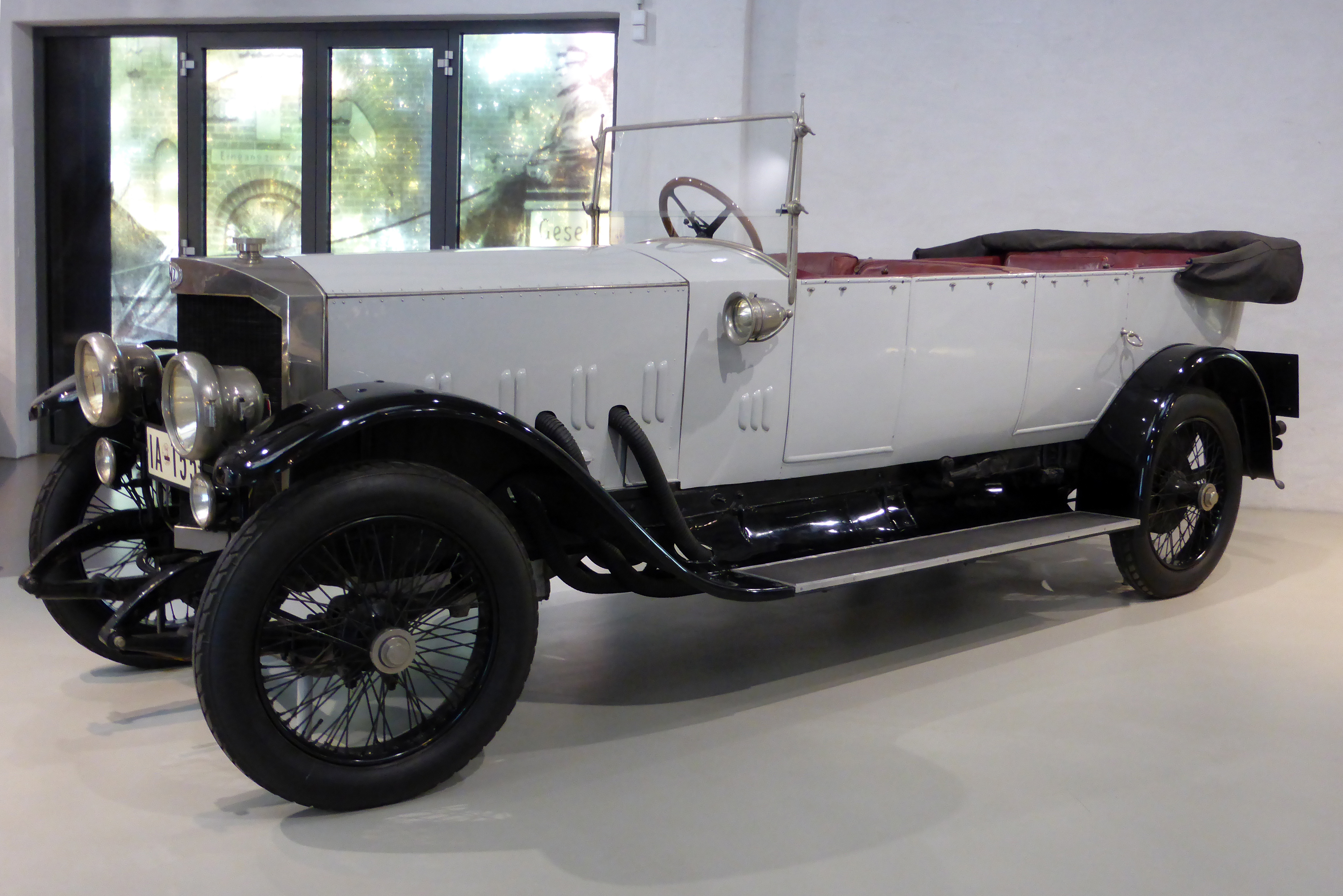
Benz 21/50 PS, Baujahr 1914, Sonderanfertigung für Karl Max von Lichnowsky

Die Wagenfabrik Jos. Neuss war ein deutscher Stellmacherbetrieb und Hersteller von Karosserien in Berlin.

## Geschichte
Der Betrieb wurde 1857 von Joseph Neuss sen. (1818–1889) in Berlin-Halensee zur Herstellung von Kutschen gegründet. Bald war Neuss die größte Kutschenfabrik Deutschlands. In den 1870er Jahren übergab er die Firma an seinen Sohn, Joseph Neuss jun. Am 1. Januar 1898 erwarb Nikolaus Trutz, der Eigentümer der Ersten und Ältesten Coburger Wagenfabrik N. Trutz für seinen ältesten Sohn Karl (1873–1950) das Unternehmen. Anfang des 20. Jahrhunderts gab Karl Trutz die Herstellung von Kutschen auf und begann, Karosserien für Automobile zu fertigen.
1898 fertigte das Unternehmen auf Bestellung auch komplette Automobile. Neuss fertigte auch den Aufbau für den Protos 40 PS mit dem ein Werksteam an der Wettfahrt New York – Paris 1908 teilnahm.
In den 1920er Jahren war Jos. Neuss, der besonders elegante Cabriolets herstellte, die bestangesehene Karosseriebau-Marke in Deutschland. Luxusaufbauten für Fahrgestelle von Maybach, Mercedes-Benz, Horch, Audi, Hansa-Lloyd und Bugatti bot man an. Jos. Neuss hatte die deutsche Vertretung für Bugatti-Automobile. Ab 1930 gab man sich etwas bescheidener und bot auch Aufbauten für Mittelklassefahrzeuge von Steyr und Wanderer an.
1933 zog sich Trutz aus Altersgründen aus dem Geschäft zurück und Erdmann & Rossi übernahm das Unternehmen. Den Namen „Jos. Neuss“ führte man stolz noch jahrelang mit dem eigenen Namen.

## Museumsbesitz
- Mecklenburgisches Kutschenmuseum: ein Gala-Landauer a la Daumont aus dem Marstall vom Deutschen Kaiser Wilhelm II. in Berlin um 1908 als 7077stes durch Neuss gebaute Fahrzeug[3]